# Trevor Kidd
Trevor Kidd (* 26. März 1972 in Saint-Boniface, Manitoba) ist ein ehemaliger kanadischer Eishockeytorwart, der während seiner Karriere zwischen 1991 und 2006 für die Calgary Flames, Carolina Hurricanes, Florida Panthers und Toronto Maple Leafs in der National Hockey League sowie die Hannover Scorpions in der Deutschen Eishockey Liga spielte.

## Karriere
Kidd begann seine Karriere in der kanadischen Juniorenliga Western Hockey League bei den Brandon Wheat Kings. Dort war der Linksfänger Stammtorhüter und kam in seiner ersten Spielzeit in 63 Spielen zum Einsatz, in denen er durchschnittlich 4,15 Tore pro Partie kassierte. Während des NHL Entry Draft 1990 wurde Trevor Kidd von den Verantwortlichen der Calgary Flames in der ersten Runde als Nummer 11 ausgewählt. 1991 schloss er sich dem Ligakonkurrenten Spokane Chiefs an, für die er 29 Mal im Tor stand. Vor allem in den Play-offs zeigte Kidd gute Leistungen und musste im Schnitt 2,07 Mal hinter sich greifen.
Im Sommer 1991 wechselte er schließlich in die National Hockey League zu den Calgary Flames, für die er in der Saison 1991/92 seine ersten zwei NHL-Spiele absolvierte. Zur Saison 1997/98 verließ er die Flames und unterschrieb einen Vertrag bei den Carolina Hurricanes, bei denen er zwei Jahre im Kader stand. In Carolina war er allerdings nur Ersatztorwart. In den folgenden Jahren war er zudem noch für die Florida Panthers und die Toronto Maple Leafs auf dem Eis. Insgesamt hat Kidd 397 Einsätze in der National Hockey League gemacht und weitere 31 in der American Hockey League und der International Hockey League.
Nach dem zweiten Lockout in der Geschichte der NHL wechselte Kidd zur Saison 2005/06 zu den Hannover Scorpions in die Deutsche Eishockey Liga. Bei den Scorpions war er Stammtorhüter und kassierte in der Hauptrunde durchschnittlich 2,95 Tore pro Spiel. Damit gehörte er zu den besten Goalies der Liga. Mit den Hannoveranern erreichte er im gleichen Spieljahr das Play-off-Halbfinale, wo der Verein mit 0:3 Niederlagen gegen den späteren Meister, die Eisbären Berlin verlor. Während seiner Zeit in der DEL fiel Kidd oftmals durch seine extravaganten Frisuren und die Designs seiner Goalie-Masken auf. Nachdem er bei den Hannover Scorpions keinen neuen Vertrag erhalten hatte, ging er zurück nach Kanada, wo er nun die "Mountain Bean Coffee Co" führt.
Außerdem engagiert sich Kidd mit seiner Aktion „Kidders Kids“ für Kinder, die sozial benachteiligt sind. Er ermöglicht Kindern ihn bei Heimspielen seiner Mannschaft zu begleiten und einen Blick hinter die Kulissen zu werfen.

### International
Kidd repräsentierte Kanada bei den Eishockey-Weltmeisterschaft der Junioren 1990 und 1991 sowie bei der Eishockey-Weltmeisterschaft 1992 und den Olympischen Winterspielen 1992.

## Erfolge und Auszeichnungen
- 1990 WHL East First All-Star Team
- 1990 Del Wilson Trophy
- 1990 CHL Goaltender of the Year
- 2006 Teilnahme am DEL All-Star Game

### International
- 1990 Goldmedaille bei der Junioren-Weltmeisterschaft
- 1991 Goldmedaille bei der Junioren-Weltmeisterschaft
- 1992 Silbermedaille bei den Olympischen Winterspielen